# Ageratum corymbosum
Ageratum corymbosum es una planta de la familia de las asteráceas, nativa de Norteamérica.

## Descripción
Es una hierba perenne sufrutescente de hasta 2 m de alto, con tallos erguidos simples o ramificados. Las hojas pecioladas son opuestas, en ocasiones alternas hacia la parte superior, muy variables en su forma y tamaño (angostamente lanceoladas a anchamente ovadas), con el borde subentero, crenado o dentado y el ápice agudo. El haz es puberulento o escabroso, mientras que el envés es pubescente y con abundantes glóbulos resinosos.
La inflorescencia es un corimbo muy denso de numerosas cabezuelas de involucro campanulado o hemisférico, con brácteas agudas pilosas, verdes o rojizas, lineares o linear-lanceoladas, con glóbulos resinosos. Las flores son numerosas y pilosas, de corolas azules, blancas o lilas. El fruto es una cipsela de 1 a 3 mm de largo con 5 costillas y un vilano coroniforme o formado de escamas setíferas unidas en la base. Puede encontrarse en flor todo el año, sobre todo en la segunda mitad del año.

## Distribución y hábitat
La especie es nativa de Norteamérica (Suroeste de Estados Unidos a Nicaragua). Se encuentra preferentemente en herbazales, matorrales y bosques templados.

## Taxonomía
Ageratum corymbosum fue descrita en 1806 por Attilio Zuccagni en Centuria I. Observationum Botanicarum: 40. Es frecuente encontrarla también con la cita del autor "Zuccagni ex Pers.", publicada en 1807 por Christiaan Hendrik Persoon en Synopsis Plantarum II: 402.

### Etimología
Ageratum: nombre genérico del griego αγήρατος (ageratos) que significa "que no envejece", en alusión a que las flores mantienen su color por largo tiempo.
corymbosum: epíteto latino que significa "corimboso", en alusión a la disposición de las inflorescencias.

### Sinonimia
- Ageratum coelestinum Sims
- Ageratum corymbosum f. albiflorum B.L.Rob.
- Ageratum corymbosum f. album B.L.Rob.
- Ageratum corymbosum f. euryphyllum (B.L.Rob.) M.F.Johnson
- Ageratum corymbosum var. euryphyllum B.L.Rob.
- Ageratum corymbosum var. humboldtii Voss
- Ageratum corymbosum var. jaliscense B.L.Rob.
- Ageratum corymbosum f. lactiflorum B.L.Rob.
- Ageratum corymbosum f. lactiflorum (B.L.Rob.) M.F.Johnson
- Ageratum corymbosum var. lactiflorum B.L.Rob.
- Ageratum corymbosum var. longipetiolatum B.L.Rob.
- Ageratum corymbosum var. regelii Voss
- Ageratum corymbosum f. salicifolium (Hemsl.) M.F.Johnson
- Ageratum corymbosum var. subsetiferum B.L.Rob.
- Ageratum lucidum B.L.Rob.
- Ageratum salicifolium Hemsl.
- Ageratum salicifolium subsp. annectens S.F.Blake
- Ageratum strictum Hemsl.
- Caelestina ageratoides Kunth
- Caelestina ageratoides var. latifolia DC.
- Caelestina azurea Libassi
- Caelestina caerulea Cass.
- Caelestina corymbosa DC.
- Caelestina lessingiana Klotzsch ex Walp.
- Caelestina micrantha Spreng.
- Caelestina sclerophylla Wooton & Standl.
- Carelia corymbosa Kuntze
- Carelia salicifolia Kuntze
- Carelia stricta Kuntze
- Eupatorium coeruleum Sessé & Moc.
- Eupatorium micranthum Lag.
- Phalacraea wendlandii Sch.Bip. ex Klatt
- Sparganophorus ageratoides Lag.[2]

## Usos
La especie se emplea en medicina tradicional y naturista. En Guatemala, se usa como antiespasmódico. En México, el cocimiento de las raíces se usa contra afecciones renales y biliares.
Se cultiva también como ornamental.

## Nombres comunes
Cielitos (México), mejorana (Guatemala).

## Galería
|                                                         |
| Ilustración botánica Curtis’s Botanical Magazine (1815) |

|                 |
| Inflorescencias |

|       |
| Hojas |